# Apion rubiginosum
Apion rubiginosum är en skalbaggsart som beskrevs av Grill 1893. Apion rubiginosum ingår i släktet Apion, och familjen spetsvivlar. Arten är reproducerande i Sverige.